# James Lawson (natation)
Pour les articles homonymes, voir James Lawson.
James Lawson, né le 17 janvier 1995, est un nageur zimbabwéen. 

## Carrière
James Lawson obtient la médaille de bronze du relais 4 x 100 mètres quatre nages mixte avec Kirsty Coventry, Tarryn Rennie et Sean Gunn, aux Jeux africains de 2015 à Brazzaville ; il est aussi quatrième de la finale du 100 mètres brasse, sixième de la finale du 200 mètres brasse et septième des finales du 50 mètres brasse du 200 mètres quatre nages.